# Johanne af England, dronning af Sicilien
Johanne af England (oktober 1165 - 4. september 1199) var gennem ægteskab dronning af Sicilien og grevinde af Toulouse. Hun var 7. barn af kong Henrik 2. og Eleonora, hertuginde af Aquitanien. Fra sin fødsel var hun bestemt til at indgå et politisk og kongeligt ægteskab. Hun giftede sig med Vilhelm 2. af Sicilien og senere med Raymond 6., greve af Toulouse, to meget vigtige og magtfulde skikkelser i det politiske landskab i middelalderens Europa.

## Tidlige liv
Johanne blev født i oktober 1165 på Château d'Angers i Anjou. Hun tilbragte sin ungdom ved sin mors hof i Winchester og Poitiers. Som ung angevinsk prinsesse bestod Johannes tidlige uddannelse af fag, der skulle forberede hende til et kongeligt ægteskab. Hun lærte at sy og væve, synge og spille samt ride - hvad hun elskede.

## Dronning af Sicilien
I 1176 sendte Vilhelm 2. af Sicilien ambassadører til den engelske hof for at bede om Johannes hånd. Forlovelsen blev bekræftet den 20. maj, og Johannes far måtte skaffe penge for at betale for rejsen og brylluppet. Det gjorde han ved at indføre en skat på engelske undersåtter. Den 27. august sejlede Johanne til Sicilien fra Southampton, eskorteret af John af Oxford, biskoppen af Norwich og hendes onkel, Hamelin de Warenne, jarlen af Surrey. I de angevinske territorier i det nordlige Frankrig blev hun mødt af sin ældste bror Henrik den Unge Konge, og han eskorterede hende til Poitou til hendes bror Richard Løvehjerte. Han tog hende til Saint Gilles, og hendes følge blev mødt af repræsentanter fra Kongeriget Sicilien: Alfano, ærkebiskop af Capua og Richard Palmer, biskop af Siracusa.
Efter en farlig rejse ankom Johanne til Palermo, og den 13. februar 1177 blev hun gift med kong Vilhelm og kronet til dronning af Sicilien i Katedralen i Palermo.
Johanne fødte ingen levende arving, selv om der var rygter om, at hun havde født en dreng ved navn Bohemond i 1181 eller 1182, men hvis han havde eksisteret, var han død som spæd. Traditionelt kan en kongelig husbond i en sådan situation få annulleret sit ægteskab for at kunne gifte sig med en kvinde, der kunne føde ham en søn. Kong Vilhelm annullerede ikke ægteskabet, og han udtrykte heller ikke interesse i at gøre det. I stedet udnævne han sin faster Konstance, datter af Roger 2. af Sicilien, som sin arving.
Da Vilhelm 2. døde i november 1189, blev Sicilien overtaget af hans uægte fætter Tancred, der tog de landområdder, Vilhelm havde givet Johanne, med den sunde strategiske grund, at Monte Sant'Angelo lå på den rute, som blev taget af de invaderende styrker under den tysk-romerske kejser Henrik 6, Konstance af Siciliens ægtemand.

## Det tredje korstog
Hendes bror kong Richard 1. af England ankom endelig til Italien i 1190 på vej til Det hellige land. Han krævede at få hende tilbage og hver eneste krone af hendes medgift. Da Tancred stejlede over disse krav, erobrede Richard et kloster og slottet La Bagnara. Han besluttede, at tilbringe vinteren i Italien og angreb og underkastede sig byen Messina på Sicilien. Til sidst accepterede Tancred betingelserne og afsendte Johannes medgift. I marts 1191 ankom Eleonora af Aquitanien til Messina med Richards brud, Berengaria af Navarra.
Eleonora vendte tilbage til England og efterlod Berengaria hos Johanne. Richard besluttede at udsætte sit bryllup, sætte sin søster og sin brud på et skib og sætte sejl. To dage senere blev flåden ramt af en voldsom storm, der ødelagde flere skibe og bragte Johannes og Berengarias skib ud af kurs. Richard landede sikkert på Kreta, mens de var strandet ved Cypern. Den selvudnævnte despot på Cypern Isaak Komnensus af Cypern, holdt dem fanget, da Richards flåde pludselig dukkede op. Prinsesserne blev reddet, men despoten slap væk med Richards skat. Richard forfulgte Isaak og tog ham til fange, kastede ham i en fangehul, giftede sig med Berengaria den 12. maj 1191 i Limassol på Cypern og sendte Johanne og Berengaria videre til Akko.
Johanne var Richards yndlingssøster, men han var ikke bleg for at bruge hende som en brik i sine politiske planer. Han foreslog endda at gifte hende med Saladins bror Al-Adil, og gøre dem til fælles herskere af Jerusalem. Selv om Al-Adil og Saladin begge accepterede arrangementet, mislykkedes planen, da de højtstående præster modsatte sig brylluppet og truede Richard med, at ekskommunikere ham fra den kristne kirke. Kong Philip 2. af Frankrig udtrykte også en vis interesse for at gifte sig med hende, men også denne plan mislykkedes (muligvis på grund af det nære slægtskab, da Filips far Ludvig 7. havde været gift med hendes mor).

## Grevinde af Toulouse
Johanne blev gift i oktober 1196 i Rouen, som Raymond 6., greve af Toulouses 3. hustru, med Quercy og Agenais som medgift. Hun var mor til hans efterfølger Raymond 7. af Toulouse (født juli 1197) og en datter, Johanne (født 1198), som giftede sig med Bernard 2. de la Tour, herre af la Tour.
Nogle krønikeskrivere, som anså Raymond 6., greve af Toulouse som kætter, hævder, at hans ægteskab med Johanne hurtigt blev ulykkeligt, og at hun var på flygtet til sin Richards domæner i 1199, da hun fik nyheden om hans død. "Guillaume de Puylaurens krønike" fortæller imidlertid om Johannes sidste par måneder: "Hun var en dygtig kvinde med stor ånd, og efter at hun var kommet sig tilbage fra barselsengen, var hun fast besluttet på at stå imod de skader, der blev påført hendes mand af adskillige stormænd og riddere. Hun greb derfor til våben mod stormændene fra Saint-Felix og belejrede deres borg Les Cassés. Hendes anstrengelser var til ringe nytte. Nogle af dem, som var sammen med hende, havde på hemmeligt leveret våben og forsyninger til den belejrede fjende. Slemt forurettet, opgav hun belejringen og blev næsten forhindret i at forlade sin lejr på grund af en brand, der blev startet af forræderne. Meget påvirket af denne skade skyndte hun sig til sin bror kong Richard for at fortælle ham om det, men fandt ud af, at han var død. Hun døde selv, mens hun var gravid, ramt af denne dobbelte sorg."

### Død og begravelse
Johanne anmodede om at blive optaget i Fontevrault Klostret, en usædvanlig anmodning for en gift, gravid kvinde, men denne anmodning blev imødekommet. Hun døde under fødsel og blev nonne på sit dødsleje. Hendes søn, født ved kejsersnit efter Johannes død, levede længe nok til at blive døbt. Han fik navnet Richard. Johanne blev 33 år gammel.
Johanne blev begravet i Fontevrault Klostret. På hendes gravmonument blev hun vist knælende ved sin fars gravmonument med foldede hænder og hovedet bøjet i hengivenhed udtrykt i hendes ansigt. Hendes søn Raymond blev begravet ved siden af hende, og på hans gravmonument ses han knæle vendt mod hendes. Begge gravmonumenter blev ødelagt under Den franske revolution.

## Historiske kilder
- Robert of Torigni
- Roger of Hoveden
- Ralph of Diceto
- Duvernoy, Jean, editor (1976), Guillaume de Puylaurens, Chronique 1145–1275: Chronica magistri Guillelmi de Podio Laurentii, Paris: CNRS, ISBN 2-910352-06-4 {{citation}}: |fornavn= har et generisk navn (hjælp)

## Yderligere læsning
- Alio, Jacqueline (2018). Queens of Sicily 1061-1266. Trinacria. ISBN 978-1-943-63914-4.
- Bowie, Colette (2014). The Daughters of Henry II and Eleanor of Aquitaine. Brepols. ISBN 978-2-503-54971-2.
- Bowie, Colette (2013). "Shifting Patterns in Angevin Marriage Policies: The Political Motivations for Joanna Plantagenet's Marriages to William II of Sicily and Raymond VI of Toulouse".  I Aurell, Martin (red.). Les stratégies matrimoniales (IXe-XIIIe siècle). Brepols. s. 155-167. doi:10.1484/M.HIFA-EB.5.101234.
- Bowie, Colette (2013). "To Have and Have Not: The Dower of Joanna Plantagenet, Queen of Sicily (1177-1189)".  I Woodacre, Elena (red.). Queenship in the Mediterranean: Negotiating the Role of the Queen in the Medieval and Early Modern Eras. Palgrave Macmillan. s. 27-50. doi:10.1057/9781137362834_3. ISBN 978-1-349-47278-9.